# Шкроева, Александра Ивановна
Александра Ивановна Шкроева (1846—1921) — русская предпринимательница и благотворитель.

## Биография
Родилась в 1846 году в семье священника.
В 1869 году вышла замуж за купца 1-й гильдии Ивана Васильевича Шкроева (1836—1896) из города Каинска, ныне Куйбышев Новосибирской области. В конце XIX века они жили в двухэтажном каменном доме рядом со Спасским собором (не сохранился). На первом этаже особняка располагались магазины, Шкроевы жили на втором этаже. Собственных детей у них не было, и Александра Ивановна взяла на воспитание приемную дочь Фенечку. Также в доме Шкроевых жили другие дети, которых Александра Ивановна брала под свое попечение — сироты или дети из многодетных семей. Достигнув совершеннолетия, девочки получали хорошее приданое и выдавались замуж, а мальчики определялись приказчиками.
А. И. Шкроева много занималась благотворительностью. В построенном на свои средства здании она открыла школу для детей, родители которых не могли платить за обучение. Учебные пособия, форма для учеников, плата учителям и содержание здания — всё было на деньги Александры Ивановны. В советское время в этом здании размещалась школа (до 1985 года), а затем — станция юных техников. Сейчас здание отдано Иоанно-Предтеченской церкви, и в нём действует церковно-приходская школа. Достаточно большие денежные суммы Шкроева выделяла для мужской и женской гимназий. Она была также блюстительницей Каинского второго приходского мужского училища.

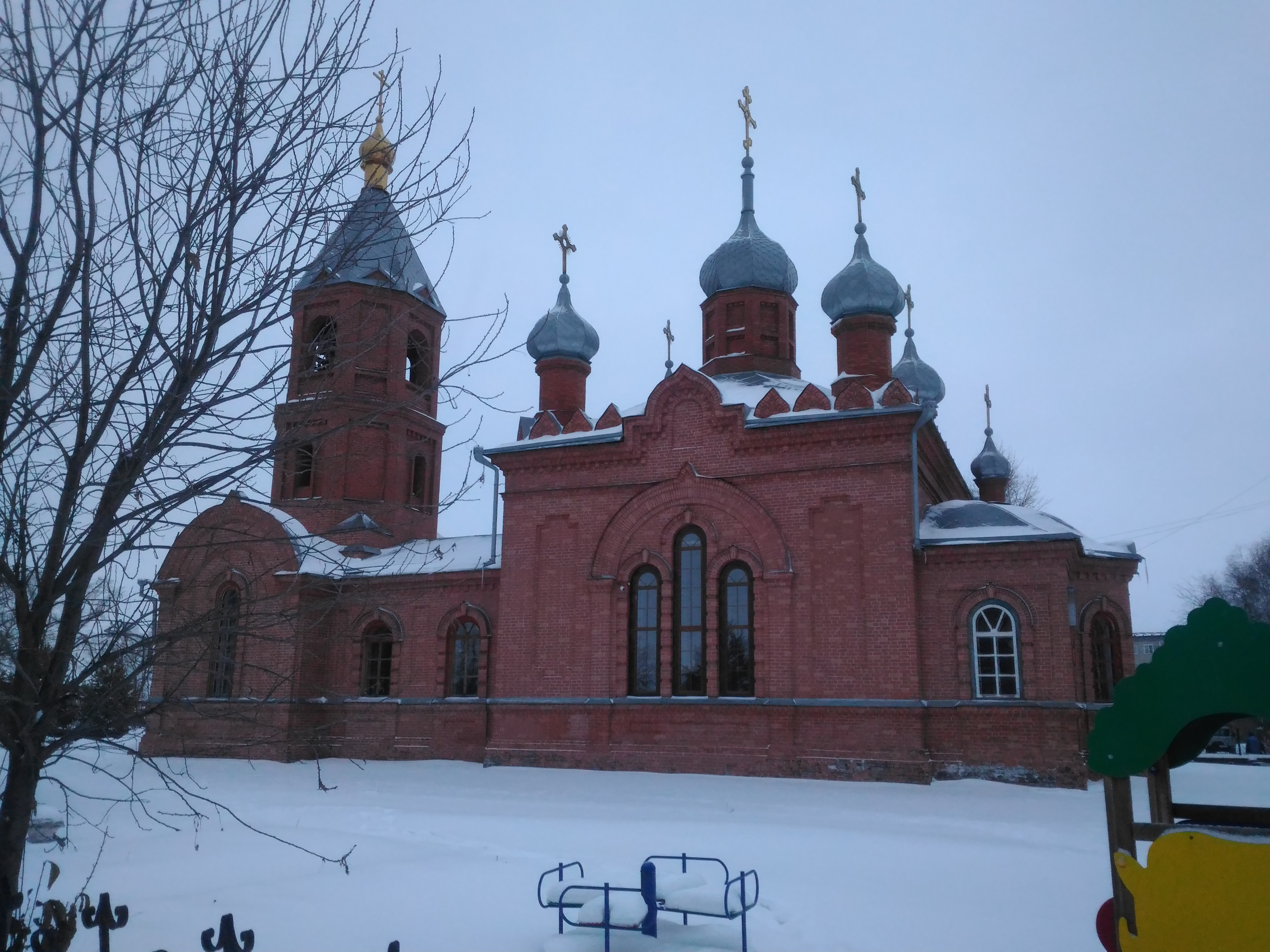
Церковь Рождества Иоанна Предтечи в настоящее время

Александра Шкроева построила и содержала два дома для престарелых людей. Часто посещала тюрьму, снабжала арестантов едой. В праздничные дни отправляла целые обозы с продуктами в тюрьму и богадельни.
Она передала она городской Думе 20 тысяч рублей, завещанных её мужем на учреждение в Каинске городского банка. Иван Васильевич завещал построить в городе ещё одну церковь. Церковь началась сооружаться в 1902 году и была освящена в ноябре 1904 года во имя святого Пророка и Предтечи Господня Иоанна. Церковь действовала до 1940 года, когда была закрыта и частично разрушена. Позже восстановлена.
Умерла Александра Ивановна Шкроева 22 апреля 1921 года в нищете — после Октябрьской революции её имущество забрала советская власть. Была похоронена на старом городском кладбище Каинска. Была награждена за благотворительность медалями Российской империи.

## Дом Шкроевых

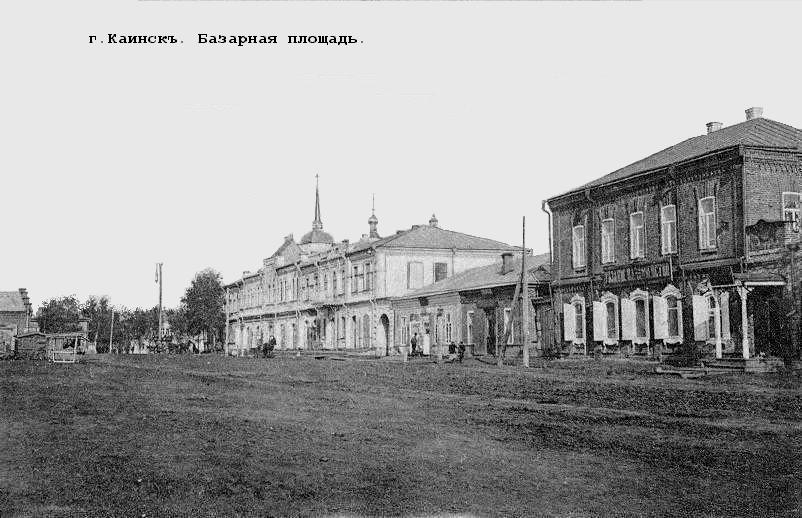
Дом купцов Шкроевых, 1903 год

Через некоторое время после смерти мужа Александра Ивановна отдала дом его брату — Шкроеву Николаю Васильевичу, а сама переехала в одноэтажный деревянный дом; оба дома сохранились по настоящее время.
Дом И. В. Шкроева и Н. В. Шкроева — пример большого двухэтажного кирпичного купеческого дома, выполненный в стиле эклектика. В доме в парадных комнатах потолки были украшены розетками. Имелись высокие печи, облицованные изразцами. Вдоль главного фасада имелась терраса. В советское время в этом доме на втором этаже было сельскохозяйственное училище, а на первом всё так же находились магазины. В 1919—1920 годах в этом доме работал первый уездный революционный комитет. Затем в нём находился детский противотуберкулезный диспансер. Сейчас это здание передано детской художественной школе и является объектом исторического наследия.